# Rosa foetida
Rosa foetida là loài thực vật có hoa trong họ Hoa hồng. Loài này được Herrm. miêu tả khoa học đầu tiên năm 1762.

## Hình ảnh

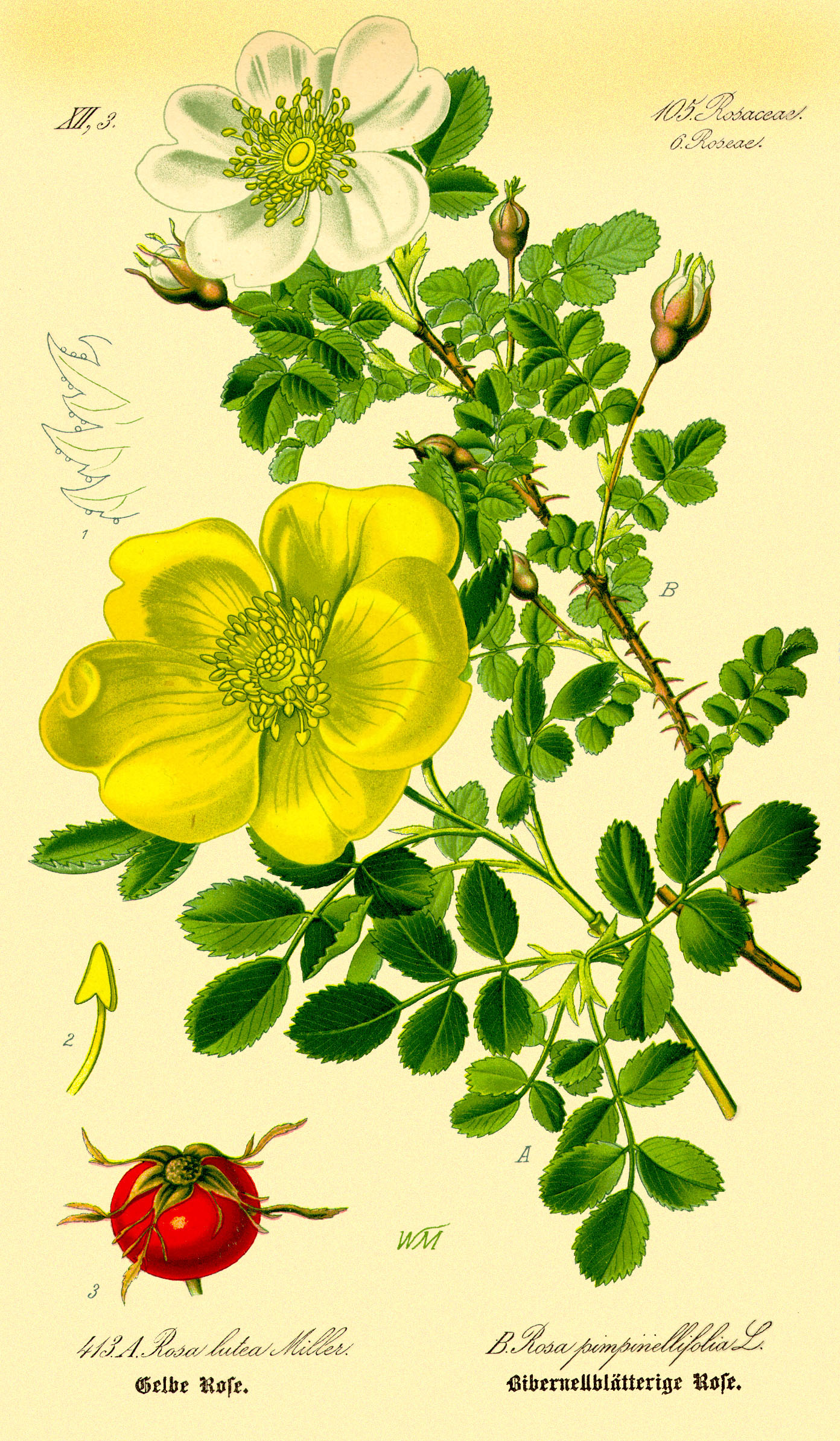
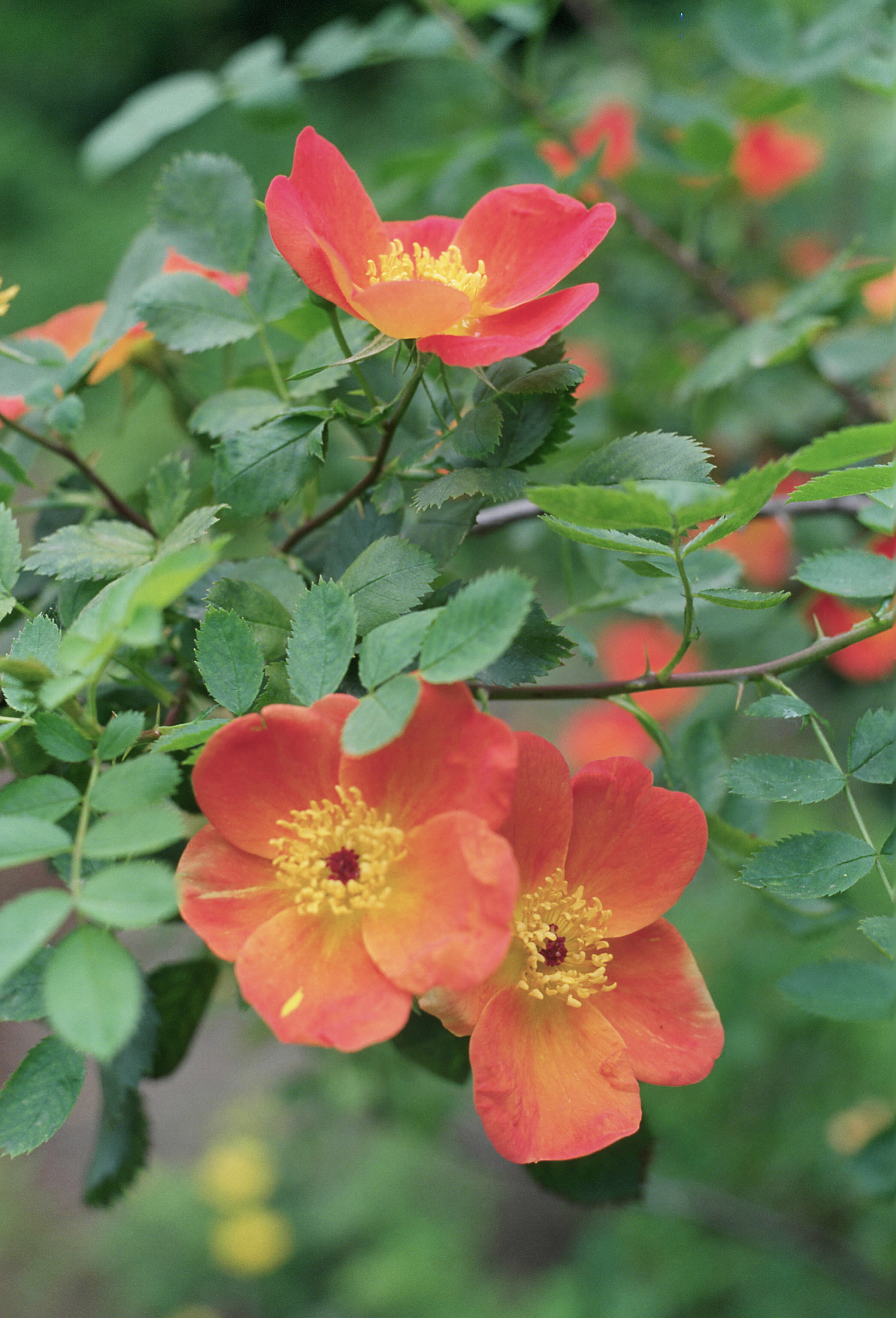
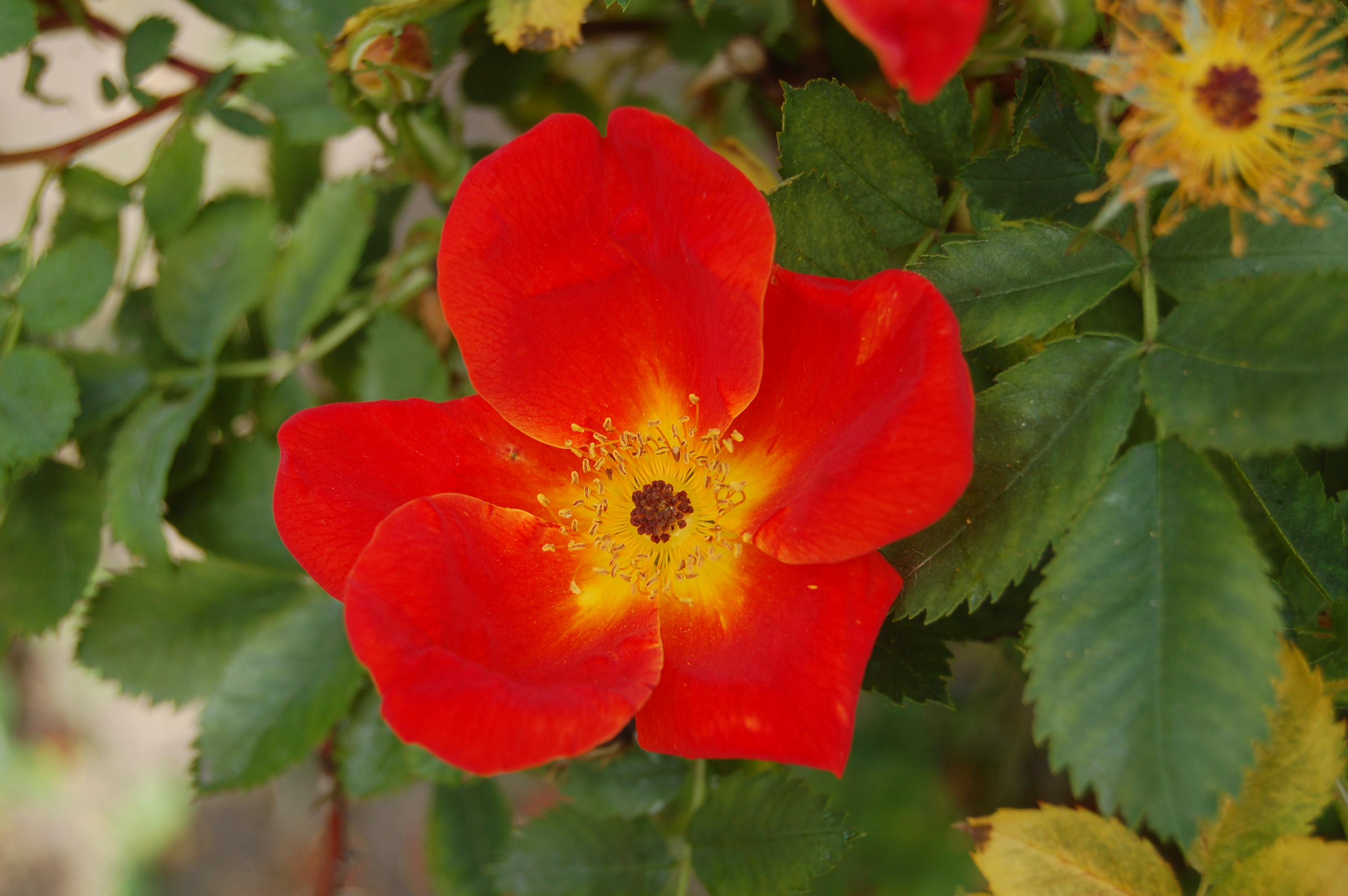